# Frank Castleman
Frank Riley Castleman (Tracy Creek, 17 marzo 1877 – Columbus, 9 ottobre 1946) è stato un velocista e ostacolista statunitense.
Prese parte ai Giochi olimpici di Saint Louis 1904 in quattro diverse specialità, vincendo la medaglia d'argento nei 200 metri piani con il tempo di 24"9.

## Palmarès
| Anno | Manifestazione  | Sede        | Evento    | Risultato | Prestazione | Note |
| ---- | --------------- | ----------- | --------- | --------- | ----------- | ---- |
| 1904 | Giochi olimpici | Saint Louis | 60 metri  | 6º        | n/d         |      |
| 1904 | Giochi olimpici | Saint Louis | 100 metri | batterie  | n/d         |      |
| 1904 | Giochi olimpici | Saint Louis | 110 m hs  | 4º        | n/d         |      |
| 1904 | Giochi olimpici | Saint Louis | 200 m hs  | Argento   | 24"9        |      |